# NOVASONIC 3
《NOVASONIC 3》은 대한민국의 록 그룹 노바소닉의 세 번째 정규 음반이다.

## 앨범
앨범의 타이틀 곡은 〈나쁜여자〉였는데, 보컬인 김진표가 솔로 3집 앨범 녹음과 그당시 촬영중이었던 영화 《성냥팔이 소녀의 재림》 출연을 병행하던중 쓰러져 심장에 기계를 부착하는 수술을 하는 등 건강상의 이유로 이 앨범에서의 비중이 전작들보다 줄었고, 그로 인해 객원보컬의 참여가 상당히 늘어났다. 베이시스트 김영석, 기타리스트 김세황이 각각 보컬을 담당한 곡도 있다. 그러다가 김진표가 본인의 개인 홈페이지인 jphole에 공연을 소화하기도 힘들어진 상황설명과 함께 밴드에서 탈퇴하겠다는 의사를 밝히고 2002년 2월 노바소닉을 떠나면서, 그가 멤버로 참여한 마지막 노바소닉 앨범이 되었다.

## 수록곡
| #             | 제목                  | 작사           | 작곡          | 편곡          | 재생 시간 |
| ------------- | --------------------- | -------------- | ------------- | ------------- | --------- |
| 1.            | 〈Home〉              | 김진표         | 김영석        | 김영석        | 6:01      |
| 2.            | 〈오바액션 가면맨〉   | 김진표         | 김영석        | 김영석        | 4:24      |
| 3.            | 〈나쁜 여자〉         | 김진표         | 김영석        | 김영석        | 4:18      |
| 4.            | 〈It`s Your Time〉    | 김영석         | 김영석        | 박준수        | 3:15      |
| 5.            | 〈혹시〉              | 김영석         | 김영석        | 천필재        | 4:30      |
| 6.            | 〈청산별곡〉          | 작자 미상      | 김진표        | 김영석        | 4:21      |
| 7.            | 〈슬픈광대〉          | 김진표         | 김영석        | 박준수        | 5:24      |
| 8.            | 〈타지마할〉          | 김진표         | 김영석        | 김영석        | 4:15      |
| 9.            | 〈Bombcult〉          | 김진표, 크래쉬 | 크래쉬        | 김영석        | 4:31      |
| 10.           | 〈그대의 이름만으로〉 | 김영석         | 김영석        | 김영석        | 4:35      |
| 총 재생 시간: | 총 재생 시간:         | 총 재생 시간:  | 총 재생 시간: | 총 재생 시간: | 45:34     |

- 〈청산별곡〉은 작자 미상의 고려 가요 《청산별곡》의 노랫말을 사용하였다.

## 참여
이 목록은 해당 앨범의 부클릿 〈staff〉목록에서 발췌하였다.
| 노바소닉 - 김진표 - 랩, 보컬 - 김세황 - 리드/리듬 기타, 리드 보컬(10), 백 보컬, 기타 솔로(9 - 두 번째) - 김영석 - MIDI&오디오 프로그래밍, 베이스 기타, 리드 보컬(5), 백 보컬 - 이수용 - 드럼 세션 - 이성욱 - 객원 보컬(1) - 지우 - 객원 보컬(4) - gagliano - 현악(5) - 김바다 - 객원 보컬(7) - 안흥찬 - 객원 보컬, 베이스(9) - 하재용 - 기타 솔로(9 - 첫 번째) - 임상묵 - 기타 솔로(9 - 세 번째) - 김종민, 김덕수 - 테크니션 | 스탭 - 이유억 - 믹싱 - 김성훈, 조광훈 - 녹음 - 전훈(소닉 코리아) - 마스터링 - 이상록, 장형우(Ezi-m) - 매니저 프로모션 - 김주석, 이재영 - 아트 디렉터, 디자인 - 김형선 - 사진 - 김민희 - 스타일리스트 - Ezi-m 엔터테인먼트 - 이그제큐티브 프로듀서 |